# Măgurele (Ilfov megye)
Măgurele város Ilfov megyében, Munténiában, Romániában. A hozzá tartozó települések: Alunișu, Dumitrana, Pruni valamint Vârteju.

## Történelem
Városi rangot 2005 decemberében kapott.
2002-ben felszámolták a településen működő VVR-S típusú nukleáris reaktort, melyet az ország Nukleáris Fejlesztési és Kutatási Hivatala használt rádióizotópok előállítására és kutatásra. A szovjet típusú rektort környezetszennyezés miatt állították le, a fűtőanyagot pedig visszaszállították Oroszországba megsemmisíteni.
A település első írásos említése 1852-ből való.

## Lakossága
| Nemzetiségek        | 2002 | 2002   |
| ------------------- | ---- | ------ |
| Románok             | 9065 | 97,76% |
| Romák               | 186  | 2,00%  |
| Magyarok            | 10   | 0,10%  |
| Németek             | 2    | 0,02%  |
| Lipovánok           | 2    | 0,02%  |
| Törökök             | 2    | 0,02%  |
| Ukránok             | 2    | 0,02%  |
| Tatárok             | 1    | 0,01%  |
| Szerbek             | 1    | 0,01%  |
| Egyéb nemzetiségűek | 1    | 0,01%  |
| Összesen            | 9272 | 100,0% |

## Külső hivatkozások
- A város története
- Adatok a településről
- 2002-es népszámlálási adatok
- Marele Dicționar Geografic al României